# Kamikaze (film 1986 Corbucci)
Kamikaze è un film per la televisione, diretto da Bruno Corbucci e trasmesso la prima volta nel 1987 su Italia 1.

## Trama
Timido impiegato di un mobilificio, il ragionier Artioli è inviato del suo direttore all' aeroporto per ricevere una giovane donna di colore, da assumere come colf. Quello che sembra un banale incarico, si trasforma in una pericolosa avventura. La donna infatti è una principessa inseguita dai servizi segreti. Il povero ragioniere affronterà killer, agenti segreti e guerriglieri africani.